# Luis Augusto Castro Quiroga
Luis Augusto Castro Quiroga (ur. 8 kwietnia 1942 w Bogocie, zm. 2 sierpnia 2022) – kolumbijski duchowny rzymskokatolicki, w latach 1998–2020 arcybiskup Tunja.